# Drasendorf

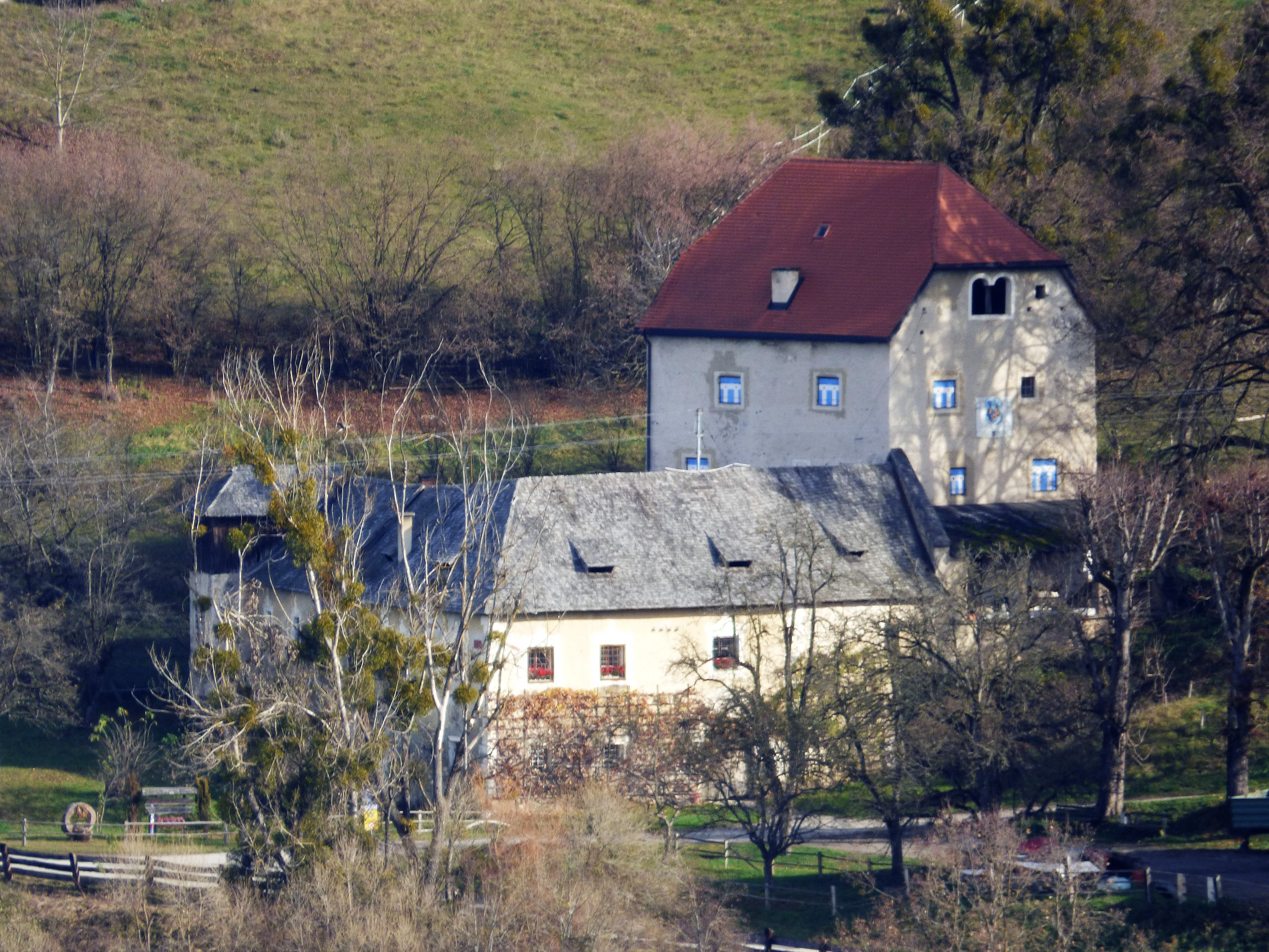
Wuchererschlössl

Drasendorf ist eine Ortschaft in der Gemeinde St. Georgen am Längsee im Bezirk Sankt Veit an der Glan in Kärnten (Österreich). Die Ortschaft hat 237 Einwohner (Stand 1. Jänner 2024). Sie liegt auf dem Gebiet der Katastralgemeinden  Launsdorf und St. Georgen am Längsee.

## Lage
Die Ortschaft liegt im Sankt Veiter Hügelland im Zentrum des Bezirks Sankt Veit an der Glan, im Norden der Gemeinde Sankt Georgen am Längsee, östlich oberhalb des Längsees und etwa einen Kilometer nördlich des Stifts Sankt Georgen. Mitten durch die Ortschaft verläuft eine Katastralgemeindegrenze: der Nordwesten des Dorfs liegt in der Katastralgemeinde Launsdorf, der Südosten des Dorfs in der Katastralgemeinde Sankt Georgen am Längsee.

## Geschichte
In einer zwischen 1162 und 1181 ausgestellten Urkunde wird der Ort Treisindorf genannt, seit 1262 Drasendorf. Der Ortsname leitet sich von einem slowenischen Personennamen ab.
Ab 1402 ist das Geschlecht der Wucherer von Drasendorf nachweisbar. Auf das frühe 15. Jahrhundert geht auch das Wuchererschlössl (Schloss Drasendorf) zurück, das im 16. Jahrhundert erweitert wurde und heute als bäuerliches Anwesen genutzt wird.
Auf dem Gebiet der Steuergemeinde St. Georgen am Längsee liegend, gehörte der Großteil des damaligen Orts in der ersten Hälfte des 19. Jahrhunderts zum Steuerbezirk St. Georgen am Längsee. Jene damals wenigen Häuser, die auf dem Gebiet der Steuergemeinde Launsdorf lagen, gehörten in der ersten Hälfte des 19. Jahrhunderts zum Steuerbezirk Osterwitz. Bei Bildung der Ortsgemeinden im Zuge der Reformen nach der Revolution 1848/49 kam der gesamte Ort an die Gemeinde St. Georgen am Längsee.

## Bevölkerungsentwicklung
Für die Ortschaft ermittelte man folgende Einwohnerzahlen:
- 1869: 14 Häuser, 114 Einwohner[3]
- 1880: 18 Häuser, 106 Einwohner[4]
- 1890: 13 Häuser, 94 Einwohner[5]
- 1900: 13 Häuser, 77 Einwohner[6]
- 1910: 15 Häuser, 101 Einwohner[7]
- 1923: 14 Häuser, 98 Einwohner[8]
- 1934: 195 Einwohner[9]
- 1961: 37 Häuser, 199 Einwohner[10]
- 2001: 85 Gebäude (davon 66 mit Hauptwohnsitz) mit 94 Wohnungen; 230 Einwohner und 40 Nebenwohnsitzfälle; 79 Haushalte; 1 Arbeitsstätte, 7 land- und forstwirtschaftliche Betriebe[11]
- 2011: 99 Gebäude, 227 Einwohner, 83 Haushalte, 5 Arbeitsstätten[12]
- 2021: 111 Gebäude, 247 Einwohner, 99 Haushalte, 17 Arbeitsstätten[13]

## Persönlichkeiten
- Erasmus Wucherer, Mitte des 15. Jahrhunderts Stadtrichter in St. Veit, gest. 1459.
- Josef Donat von Wucherer, * 1752 in Drasendorf, Domherr in Klagenfurt.